# Centrale catholique du cinéma
Pour les articles homonymes, voir CCC.
La Centrale catholique du cinéma (CCC) est un organisme français de contrôle de bienséance créé en septembre 1927 à l’instigation du pape Pie XI, chargé de labelliser les films selon une cotation morale.
Mis en place par le chanoine français Joseph Reymond, le Comité catholique du cinématographe devient en 1934, sous l'égide de l'Action Catholique, la Centrale catholique du cinéma et de la radio (CCCR) , la Centrale catholique du cinéma, de la radio et de la télévision (CCCRT) en 1955 puis l'Office catholique français du cinéma (OCFC) en 1959 et Chrétiens-Media en 1982, organisme chargé d'établir les relations publiques de l'Église avec le monde des médias.

## Aperçu historique
Après une période de réticence face à l'outil cinématographique, une fraction des milieux ecclésiastiques, sous l'influence du pape Pie XI qui prône l'ouverture à la modernité, comprend l'intérêt de ce média, dans une explicite perspective de renouvellement pastoral et de promotion de la foi et de la morale catholiques. Anticipant les encycliques Divini illius Magistri et Vigilanti cura (es) publiées par Pie XI en 1929 et 1936, plusieurs pays se dotent d'une Centrale catholique du cinéma qui s'efforce d'influencer en amont les créations cinématographiques et orienter en aval le choix des spectateurs. À partir du milieu des années 1920, les salles de cinéma paroissiales se multiplient. C'est dans ce contexte qu'est créé en France en septembre 1927 le Comité catholique du cinématographe sur l'initiative du chanoine Reymond. Cet organe catholique d'information cinématographique et de critique de films publie une revue mensuelle, les Dossiers du cinéma, qui entend rendre publiques les évaluations de la qualité des films programmés selon des cotations morales affichées au fond des églises, diffusées dans les journaux catholiques et les bulletins paroissiaux. Ces cotes sont regroupées à partir de 1934 dans une revue hebdomadaire puis rapidement mensuelle, Les Fiches du cinéma, puis à partir de 1944 dans un répertoire général annuel des films,. « Six lettres (P, S, T, R, D, M) permettent de résumer les classements qui doivent servir idéalement à l’exploitant, au prêtre ou au bon père de famille pour identifier les films qui s’adressent aux « pensionnats » et aux patronages (P), aux salles d’œuvres (S), aux familles (T), aux spectateurs informés (R), ou bien à repérer les films dangereux (D) et au-delà, les productions « immorales ou irréligieuses » (M) ». Le réseau de cinéma paroissial (né souvent à l'intérieur des patronages dans les quartiers périphériques, les petites villes, voire les bourgades rurales à la suite de l'électrification des campagnes) atteint près de 2 000 salles en 1936. Contrôlé par cette Centrale catholique, il devient un acteur à part entière de la diffusion de masse de la culture. Proposant une vision chrétienne du monde, il instaure sa propre censure via une commission chargée de voir tous les films à l'affiche et qui est consultée par les grandes firmes de cinéma soucieuses de conserver leur importante clientèle catholique. Cette commission pratique la « censure de réception, sous la forme de coupures judicieuses et appropriées qui n'en altèrent pas pour autant la compréhension du film », ce qui permet la « programmation au sein de circuits familiaux, de métrages qu'une cotre trop générale exclurait de fait ». Ainsi, le poids de cette centrale explique qu'elle exerce une influence sur la production cinématographique française pendant près de trois décennies et a « très largement contribué à la construction des instruments de mesure de la qualité cinématographique utilisés communément aujourd’hui par les spectateurs ».
Visant à l'encadrement des loisirs péri- et postscolaires, le réseau des salles paroissiales fédéré par la Centrale catholique et qui s'appuie sur les milliers de films de la Cinémathèque de l'Enseignement libre, entre en concurrence avec l'Union française des offices du cinéma éducateur laïque (UFOCEL, fédération rattachée à la Ligue de l'enseignement, elle est créée en 1933 et devient en 1953 l'UFOLEIS, l'Union française d'éducation par l'image et le son) et ses 17 réseaux régionaux OROLEIS qui songent à l'introduction du cinéma à l'école,« de la Maternelle à l'Université », et créent des ciné-clubs au sein des établissements scolaires. Le cinéma paroissial entre aussi en concurrence avec la Fédération française des ciné-clubs créée en 1946 sous l'égide du Parti communiste, ces deux organisations ayant « un mode d'intervention identique qui privilégie l'encadrement des spectateurs par l'instauration de lieux de projections spécifiques et leur organisation en réseaux pour mieux peser sur la distribution cinématographique » et proposer une offre différente des réseaux de grande exploitation commerciale.
L'influence de la Centrale catholique du cinéma décline à partir des années 1960 qui inaugurent la crise du cinéma de patronage. La cotation morale s'assouplit dans les années 1970 qui voient la disparition de la centrale, avant de cesser complètement à la fin du XXe siècle.

## Expérience de Pierre Goursat
Pierre Goursat, responsable de la Centrale catholique avant de démissionner en 1970, écrit sur son expérience : « La Centrale Catholique du Cinéma était une affaire importante, car nous donnions une cotation des films pour dire leur valeur morale. Nos appréciations étaient reproduites dans la presse à dix millions d’exemplaires. Les metteurs en scène y faisaient très attention. Elles déterminaient aussi [indirectement] à la télévision le carré blanc. En outre, il y avait, surtout dans l’Ouest, tout un réseau important de salles paroissiales montées par des catholiques, et qui diffusaient uniquement des films visibles par les familles. Aussi souvent, les metteurs en scène, comme J.P. Melville, me montraient leur scénario, et je pouvais le faire modifier dans le bon sens. Ou bien, quand on importait des films étrangers, je les voyais, et je pouvais intervenir sur les dialogues. Un journal comme Télé 7 jours suivait de près ce que nous disions, en changeant la cote dans un sens plus laxiste. Parfois, il se trompait. Nous avions un annuaire des films faits chaque année, qui était quelque chose d’unique, avec le scénario de 400 films environ. Chaque fois qu’un film passait à la télévision, on savait ainsi ce qu’on devait en penser ».